# دزی آرناز
دزی آرناز (به انگلیسی: Desi Arnaz) یا سِر دزی آرناز با نام اصلی دسیدریو آلبرتو آرناز دآچادرس (به اسپانیایی: Desiderio Alberto Arnaz y de Acha III) (زاده ۲ مارس ۱۹۱۷ – درگذشته ۲ دسامبر ۱۹۸۶)، بازیگر، موسیقی‌دان و تولیدکنندهٔ تلویزیونی آمریکایی-کوبایی بود.

## زندگی
آلبرتو آرناز سوم در ۲ مارس ۱۹۱۷ در سانتیاگو کوبا متولد شد، جایی که دوران کودکی خود را قبل از مهاجرت به ایالات متحده در انقلاب کوبا گذراند. آرناز جوان پس از ورود به آمریکا و بدون آنکه حتی یک سکه داشته باشد، سخت تلاش کرد تا سرانجام به عنوان یک نوازنده موفق شد.
یک نقطه عطف مهم در زندگی حرفه ای او پس از آن بود که او نقشی در تئاتر «دختران خیلی زیاد» محصول برادوی ۱۹۳۹ بازی کرد و همچنین یک سال بعد در یک اقتباس سینمایی از همین نمایش به نقش‌آفرینی پرداخت. در این مجموعه بود که او با همبازی، همسر آینده و دوست مادام العمر خود لوسیل بال (۱۹۱۱–۱۹۸۹) آشنا شد.

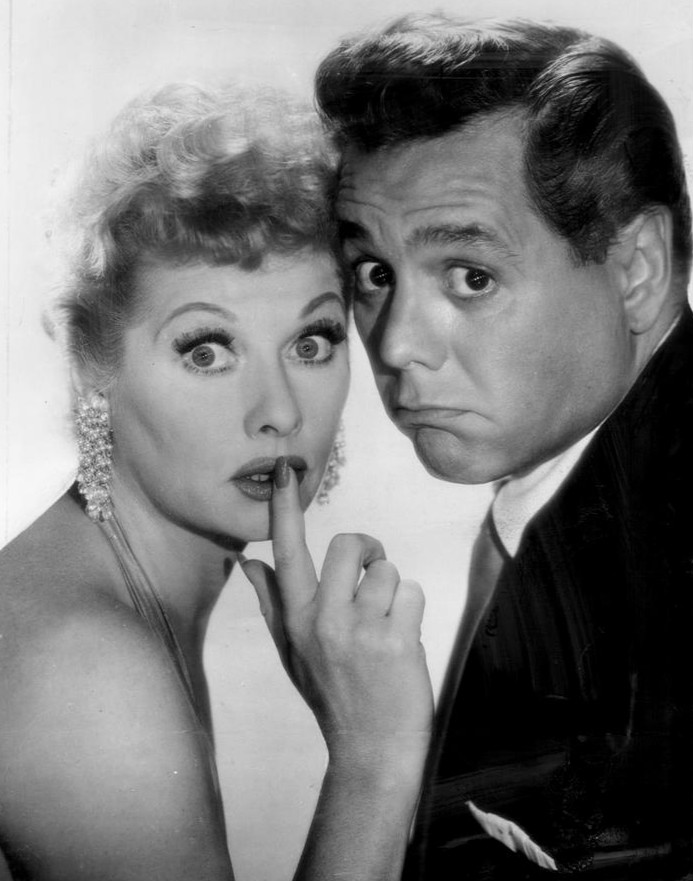
دزی آرناز و لوسی بال، ۱۹۵۷

او برای بازی در نقش ریکی ریکاردو در مجموعه تلویزیونی محبوب ۱۹۵۰ «عاشقتم لوسی» (به انگلیسی: I love lucy) شناخته می‌شود. او در این فیلم در کنار لوسیل بال بازی کرد که در آن زمان با او ازدواج کرده بود. این مجموعه از سال ۱۹۵۱ تا ۱۹۵۷ پخش می‌شد و در چهار دوره از شش فصل پخش خود محبوب‌ترین برنامه تلویزیونی در آمریکا بود. در برهه ای از زمان، حدود ۴۴ میلیون بیننده را برای یک قسمت جذب کرد که بیش از کسانی بود که مراسم تحلیف ریاست جمهوری آیزنهاور را تماشا کردند.
آرناز و بال عموماً به عنوان مبتکران سندیکای بازپخش فیلم اعتبار داده می‌شوند که در این امر با مجموعه تلویزیونی عاشقتم لوسی پیش‌قدم بودند. او و بال به عنوان بخشی از قرارداد تولید خود، کلیه حقوق محتوا را حفظ کردند که آن‌ها را قادر به فروش این مجموعه به اتحادیه صنفی کرد. وی همچنین به خاطر رهبری گروه موسیقی لاتین خود، «ارکستر دزی آرناز» مشهور بود.

## جوایز
آرناز در سال ۱۹۵۶ برنده گلدن گلوب بهترین دستاورد تلویزیونی شد، جایزه ای که او به سبب تأثیرش در کمدی آمریکایی هم جلوی دوربین و هم پشت دوربین دریافت کرد.
به وی همچنین به دلیل همکاری در تلویزیون و سینما نه یک، بلکه دو ستاره در پیاده‌روی مشاهیر هالیوود اهدا شده‌است.